# 팔레스티나얼룩개구리
팔레스티나 얼룩개구리 (Hula painted frog, Latonia nigriventer)는 이스라엘의 팔레스타인 지역에 서식하는 몸집이 사람 주먹만한 얼룩개구리로 주로 담수가 있는 강이나 늪에 서식하였다고 한다. 그러나 지구온난화가 지속되자, 서식지가 급격히 줄어들었고, 늪의 범람과 가뭄이 계속 연달아 일어나게 되어 1950년대에 멸종되었다고 여겨졌지만 2011년 훌라 호수에서 재발견되었다.